# Epistephium hernandii
Epistephium hernandii är en orkidéart som beskrevs av Leslie Andrew Garay. Epistephium hernandii ingår i släktet Epistephium och familjen orkidéer. Inga underarter finns listade i Catalogue of Life.